# Namntalltunneln
Namntalltunneln ist ein 6001 Meter langer Eisenbahntunnel in Schweden.
Der eingleisige Tunnel liegt im Verlauf der  Bottniabana im Streckenabschnitt Nyland–Örnsköldsvik, westlich von Stor-Degersjön in Västernorrlands län. Der Tunnel wurde offiziell im Oktober 2009 für den Verkehr eröffnet.

## Technische Daten
Er war bis zur Eröffnung des 8772 m langen Hallandsåstunnel am 8. Dezember 2015 der längste Eisenbahntunnel Schwedens. Für Rettungsfahrzeuge wurde nach den Regeln für lange Tunnel ein kleiner Tunnel parallel gebaut.
Der Durchschlag des Namntalltunneln erfolgte im Oktober 2006 nach etwa drei Jahren Sprengarbeiten. Im Juli 2008 wurden die Schienen verlegt, seither fuhren die Arbeitzüge auf der Strecke. Im Juni 2009 begannen die Testfahrten mit bis zu 240 km/h, dabei wurde ein Zug aus dem Gröna-Tåget-Projekt benutzt.
Ab Oktober 2009 gehörte der Tunnel zum Streckennetz von Trafikverket, die Einweihung erfolgte mit einer gleichzeitigen Eröffnung der Gesamtstrecke am 28. August 2010 durch König Carl XVI. Gustaf, als das letzte Teilstück der Botniabahn bis Umeå in Betrieb genommen wurde. Der fahrplanmäßige Gesamtverkehr begann im Juli 2012, nachdem die Linienverbesserungen bei der Ådalsbana südlich der Botniabana abgeschlossen waren.